# Itoa orientalis
Itoa orientalis là một loài thực vật có hoa trong họ Liễu. Loài này được Hemsl. mô tả khoa học đầu tiên năm 1901.